# Scindapsus javanicus
Scindapsus javanicus  Alderw. – gatunek wieloletnich, wiecznie zielonych pnączy z rodziny obrazkowatych, pochodzących z Jawy.